# Gracixalus quangi
Gracixalus quangi es una especie de anfibio anuro de la familia Rhacophoridae.

## Distribución geográfica
Esta especie es endémica de la provincia de Nghệ An en Vietnam. Habita entre los 600 y 1300 m sobre el nivel del mar en las montañas Pu Hoat.

## Descripción
Gracixalus quangi mide menos de 25 mm para los machos. Su dorso es verdoso con una piel translúcida. La superficie anterior de los muslos, la ingle y el área detrás de la inserción de las extremidades anteriores son de color amarillo opaco. Sus flancos y la parte interna de sus muslos tienen manchas negras.

## Etimología
Esta especie lleva el nombre en honor a Hoang Xuan Quang.

## Publicación original
- Rowley, Dau, Nguyen, Cao & Nguyen, 2011 : A new species of Gracixalus (Anura: Rhacophoridae) with a hyperextended vocal repertoire from Vietnam. Zootaxa, n.º 3125, p. 22-38[4]